# Gabriel-Ursin Langé
Gabriel-Ursin Langé né le 21 août 1884 à Rouen et mort le 19 mai 1977 à Canterbury, est un écrivain et poète français.

## Biographie
Né à Rouen au 21 de la rue des Bonnetiers et arraché très tôt à la Normandie, Gabriel-Ursin Langé a passé son enfance en Flandres françaises et belges. Adopté par un aristocrate, le Dr Marchin de Modave, il effectue deux années d'études au séminaire de Conflans-Charenton avant de s'établir à Paris, rue de Paradis. Là, dès 1910, il publie ses premiers articles dans le mensuel Les Normands de Paris et étendra, au fil des ans, sa collaboration à une cinquantaine de revues et journaux parmi lesquels Paris-Soir, Paris-Journal, la Revue normande.
Disciple de Joris-Karl Huysmans, il fut l'un des animateurs du club consacré à cet écrivain. Auteur de plusieurs opuscules, l'œuvre personnelle de Gabriel-Ursin Langé est dominée par un attachement à la Normandie et plus particulièrement Jumièges, berceau de ses ancêtres maternels. Veuf, Gabriel-Ursin Langé quittera le 56, rue de Babylone à Paris où il a passé la majeure partie de sa vie pour se retirer auprès de ses enfants, d'abord en Écosse puis à Canterbury, dans le Kent. Il repose dans le cimetière parisien de Bagneux.

## Œuvre
- Poèmes du soir, avec un bois gravé d'A. Rouquet, Maison française d'art et d'édition, 1917.
- Les Logis de Huysmans, en collaboration avec Mafféo-Charles Poinsot, préface de Léon Deffoux, Maison française d'art et d'édition, 1919.
- Quatorze paysages du Vieux-Paris, dessins de Pierre-Jean Poitevin, Paris, Eugène Figuière, 1919.
- Un voyage à Saint-Julien-le-Pauvre In-16, 57 p., fig., Paris, Maison française d'art et d'édition, 1921.
- L'Enterrement à Jumièges, Rouen, Lecerf, 1922.
- Trois abbatiales, suivi de La Tiare de Caudebec, Paris, Éditions Images de Paris, 1922.
- Tapisseries, suivies de quelques paysages ornés de quatorze bois gravés de Émile Alder, Henri Boulage, Maurice Busset et Raymond Thiollière, Paris, Images de Paris, 1922.
- Six croquis de la campagne de Jumièges, suivi de La Mort des cloches, Éditions de la Revue normande, 1923.
- Le Cahier gris. Avant-dire de Julien Guillemard. In-8°, 34 p., fig., Le Havre, La Mouette, 1924.
- Un poète normand : Pierre Préteux. Avec un portrait par Charles Léandre. In-8, 24 p. Imp. Vulliez ; Paris, libr. Perche, 1929.
- Au pays d'En Rade, suivi d'un essai de table des matières pour lire En Rade et d'une bibliographie du roman, Fécamp, Éditions de la Feuille en quatre, 1930
- Itinéraires huysmansiens, petit index des logis de J. K. Huysmans.  In-16, 41 p., planche, Fécamp, Éditions de la feuille en 4, 1933.
- En la fête de J. K. Huysmans. In-8° (210 x 165), 44 p., Fécamp, Durand, 1947.
- Aubault de La Haulte Chambre. 15 p., couv. ill, 22 cm, Fécamp, Durand, 1954
- Album de Saint-Mary, In-16 (17 cm), 6 p., Fécamp, Durand et fils, 1959.
- Histoire sentimentale de la rue de Babylone. In-16 (16 cm), 6 p., Fécamp, Durand, 1959.
- La Littérature en roulotte. In-16 (16 cm), 6 p. Durand, Fécamp, 1961.
- Le Loup vert de Jumièges In-16 (17 cm), 12 p., Fécamp, Durand, s.d.
- La Rue des Paradis, préface de Élie Richard, 144 p., Aurillac, éditions du Centre, 1966.